# Turkovice

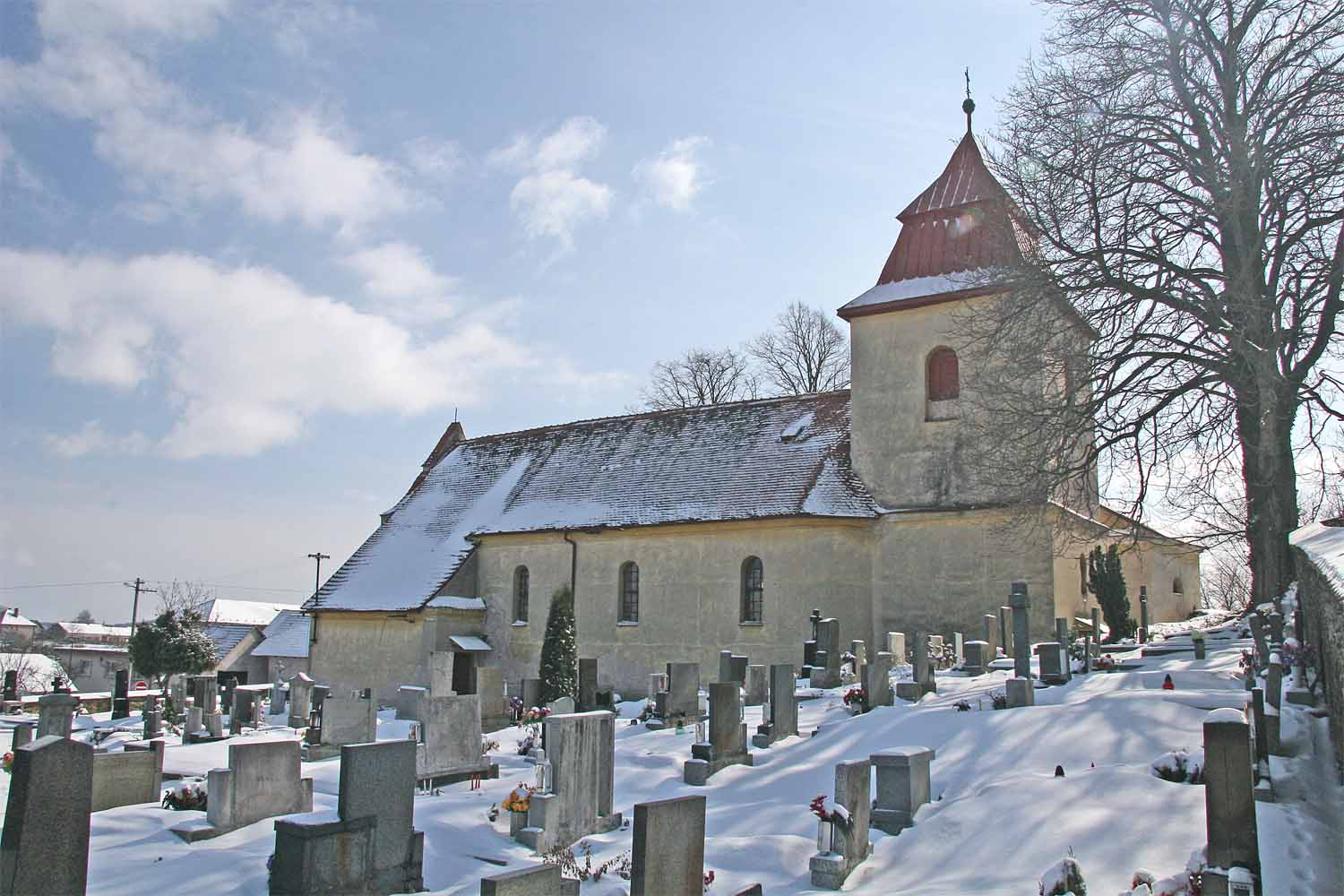
Kirche St. Martin

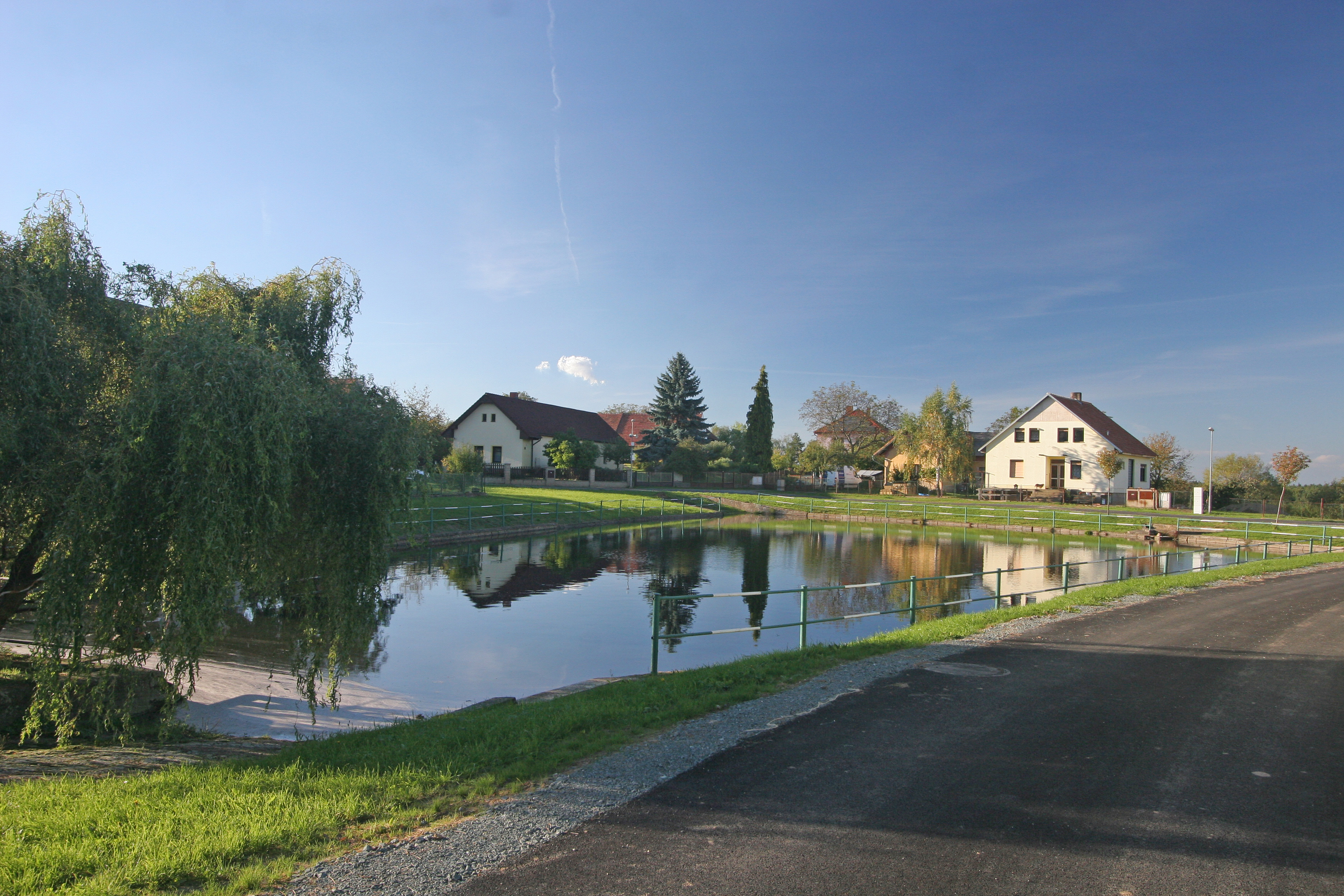
Dorfplatz mit Teich

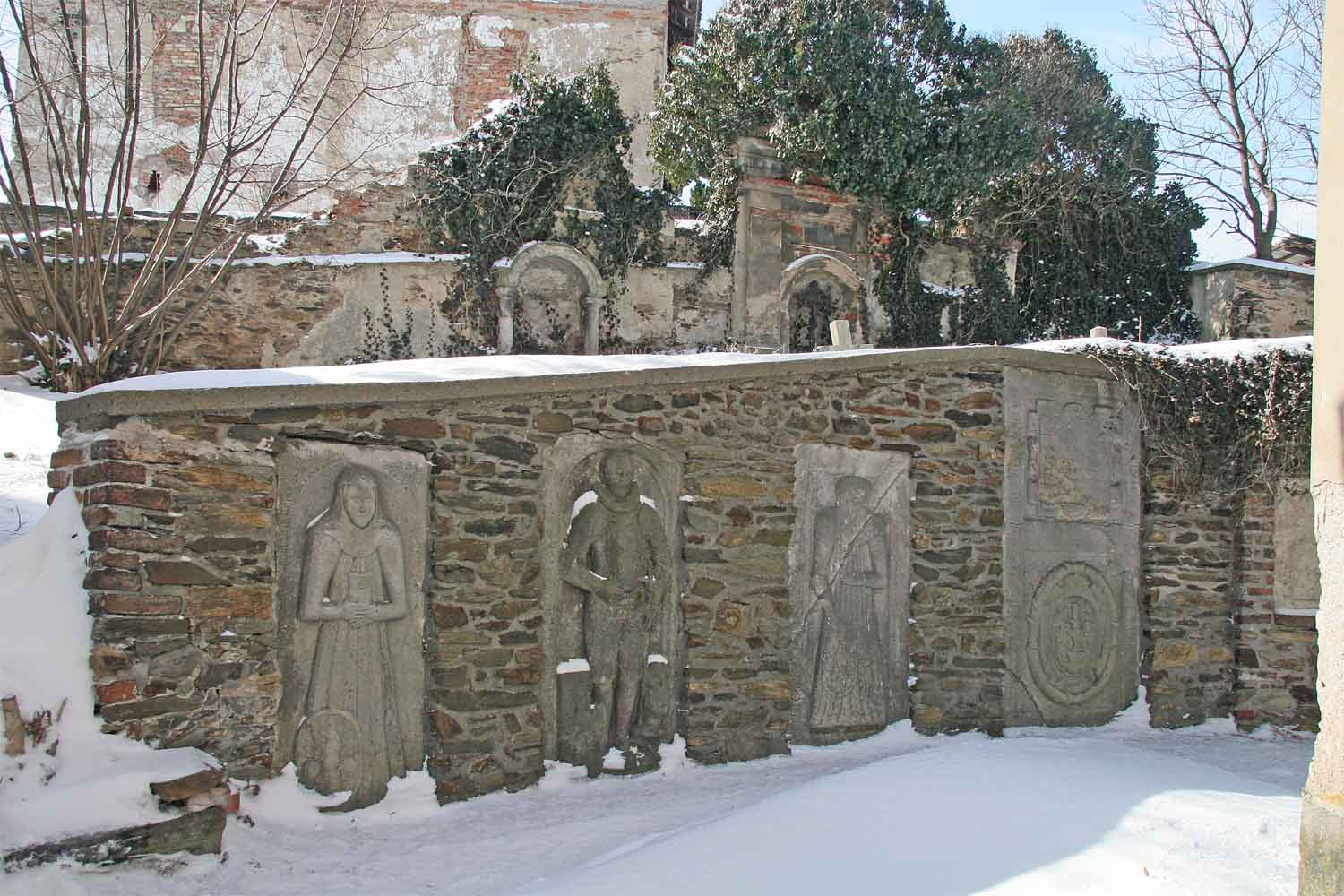
Renaissancegrabtafeln an der Friedhofsmauer

Turkovice (deutsch Turkowitz) ist eine Gemeinde im Okres Pardubice in Tschechien. Sie liegt zehn Kilometer südlich von Přelouč.

## Geographie
Turkovice befindet sich im Eisengebirge (Železné hory) am Oberlauf des Baches Brložský potok. Östlich des Dorfes entspringt der Bach Lipoltická svodnice.
Nachbarorte sind Sovolusky und Lipoltice im Norden, Urbanice und Rašovy im Nordosten, Myslivna und Stojice im Osten, Bukovina u Přelouče und Hošťalovice im Südosten, Březinka und Nový Dvůr im Süden, Podhořany u Ronova und Bumbalka im Südwesten, Bílé Podolí im Westen sowie Semtěš und Vápenka im Nordwesten.

## Geschichte
Die erste schriftliche Erwähnung von Turkovice erfolgte im Jahre 1257. Die älteste Nachricht über die Kirche stammt von 1348.
Im Jahre 1556 verkaufte Wilhelm Trčka von Lípa Turkovice zusammen mit Bukovina an den Besitzer der Herrschaft Choltitz, Georg von Gersdorff. Dieser trat 1568 das Gut Podhořany mit den Dörfern Březinka, Turkovice, Bukovina, Hošťalovice und Rašovy an seinen Bruder Hendrich ab. Turkovice blieb danach immer nach Podhořany untertänig.
Während des Dreißigjährigen Krieges erlosch die Pfarrei Turkovice, die Kirche bildete bis 1717 eine Filiale der Pfarrei Starkoč und danach der Pfarrei Zbyslav. Im Jahre 1720 wurde in Turkovice unter dem gemeinschaftlichen Patronat des Grundherren Peter Nikolaus Straka von Nedabylice und des Prager Erzbischofs Franz Ferdinand von Kuenburg wieder eine Pfarrei mit Pfarrschule eingerichtet; eingepfarrt wurden Hošťalovice mit der Filialkirche St. Gallus, Březinka, Obicka (Bílý Kámen), Bukovina, Bumbalka, Holotín, Podhořany und Rašovy sowie Teile von Litošice und Licomělice. Das Pfarrhaus wurde erst 1731 fertiggestellt, bis dahin wohnte der Pfarrer in Podhořany. 1784 wurde die bisher zum Erzbistum Prag gehörige Pfarre dem Bistum Königgrätz zugewiesen, das Kirchpatronat blieb davon unberührt. 1826 wurde ein neues Schulhaus erbaut.
Im Jahre 1840 bestand Turkowitz aus 57 Häusern, in denen 289 Personen, darunter 11 helvetische und zwei jüdischen Familie, lebten. Unter dem abwechselnd ausgeübten Patronat der Herrschaft und des Erzbistums Prag standen die Pfarrkirche des hl. Martin, die Pfarrei und die Schule. Außerdem gab es im Ort ein Wirtshaus, abseits lag eine einschichtige Windmühle. Turkowitz war Pfarrort für sämtliche Ortschaften des Dominiums Podhořan sowie die zu anderen Herrschaften gehörigen Dörfer Bumbalka, Sobolusk und Holotín sowie den Choltitzer Anteil von Licomělice.
Nach der Aufhebung der Patrimonialherrschaften bildete Turkovice ab 1849 eine Gemeinde im Gerichtsbezirk Časlau. Ab 1868 gehörte die Gemeinde zum Bezirk Časlau. Im Schuljahr 1888/89 besuchten 412 Kinder die Turkovicer Schule, diese Anzahl wurde später nie wieder erreicht. Mit einem staatlichen Notzuschuss ließ der Bezirk Časlau 1905 die neue Bezirksstraße Turkovice – Nový Dvůr – Březinka – Podhradí – Starý Dvůr anlegen.
1949 wurde Turkovice dem Okres Přelouč zugeordnet. Dieser wurde im Zuge der Gebietsreform von 1960 aufgehoben, seitdem gehört die Gemeinde zum Okres Pardubice. 1961 wurde Bumbalka, das zuvor als Ortsteil zu Semtěš gehört hatte, nach Turkovice umgemeindet. 1967 erfolgte die Eingemeindung von Rašovy. Zwischen 1986 und 1990 gehörte auch Sovolusky als Ortsteil zu Turkovice. Die Schule wurde 1986 geschlossen, die Schülerzahl war seit dem Ende des Zweiten Weltkrieges stark rückläufig gewesen. Heute gibt es in Turkovice eine Post, einen Kindergarten, ein Gasthaus und einen Gemischtwarenladen.

## Gemeindegliederung
Die Gemeinde Turkovice besteht aus den Ortsteilen Bumbalka, Rašovy (Raschow) und Turkovice (Turkowitz), die zugleich auch Katastralbezirke bilden.

## Sehenswürdigkeiten
- Kirche des hl. Martin, der wahrscheinlich im 13. Jahrhundert errichtete frühgotische Bau wurde 1348 erstmals schriftlich erwähnt. Das von einem Friedhof umgebene einschiffige Bauwerk ist die Grablege der Besitzer des Gutes Podhořany. Um 1720 erfolgte ein barocker Umbau. Ernst Karl Pachta von Rayhofen ließ die Kirche 1816 auf eigene Kosten im Empirestil umgestalten und den steinernen Kirchturm mit drei Glocken anbauen. An der Friedhofsmauer vor dem Haupteingang der Kirche befinden sich neun Renaissancegrabtafeln von Hendrich von Gersdorff († 1602), dessen Frau Katharina († 1596) und deren Sohn Nikolaus († 1608), sowie von Angehörigen der Geschlechter Straka von Nedabylice, Záruba von Hustiřan und Raschin von Riesenburg, deren Inschriften Großteils nicht mehr lesbar sind. Von der auf einem erhöhten Platz gelegenen Kirche bietet sich eine weite Aussicht auf große Teile Nordostböhmens – sowohl ins Czaslauer Becken als auch über die obere Elbniederung.
- Grabkapelle der Familie Pachta von Rayhofen; der Empirebau wurde 1816 durch Ernst Karl Pachta († 1823) errichtet. Er fand darin seine letzte Ruhestätte, ebenso sein Sohn Ernst Prokop Pachta († 1837) und dessen Frau Anna Maria Esterhazy de Galatha († 1839)
- Pfarrhaus, errichtet 1731, es wurde im 19. Jahrhundert umgestaltet
- Ehemalige Schule
- Statue des hl. Johannes von Nepomuk aus dem 18. Jahrhundert, vor dem Gemeindeamt
- Statue der Jungfrau Maria, auf dem Friedhof
- Gedenkstein für die Gefallenen des Ersten Weltkrieges, an der Straße nach Nový Dvůr